# Astrochelys
Astrochelys Gray, 1873 è un genere di testuggini della famiglia Testudinidae endemico del Madagascar.

## Tassonomia
Comprende due sole specie:
- Astrochelys radiata (Shaw, 1802)
- Astrochelys yniphora (Vaillant, 1885)